# Ophiopleura
Ophiopleura is een geslacht van slangsterren uit de familie Ophiuridae.

## Soorten
- Ophiopleura borealis Danielssen & Koren, 1877
- Ophiopleura inermis (Lyman, 1878)